# San Antonio Spurs

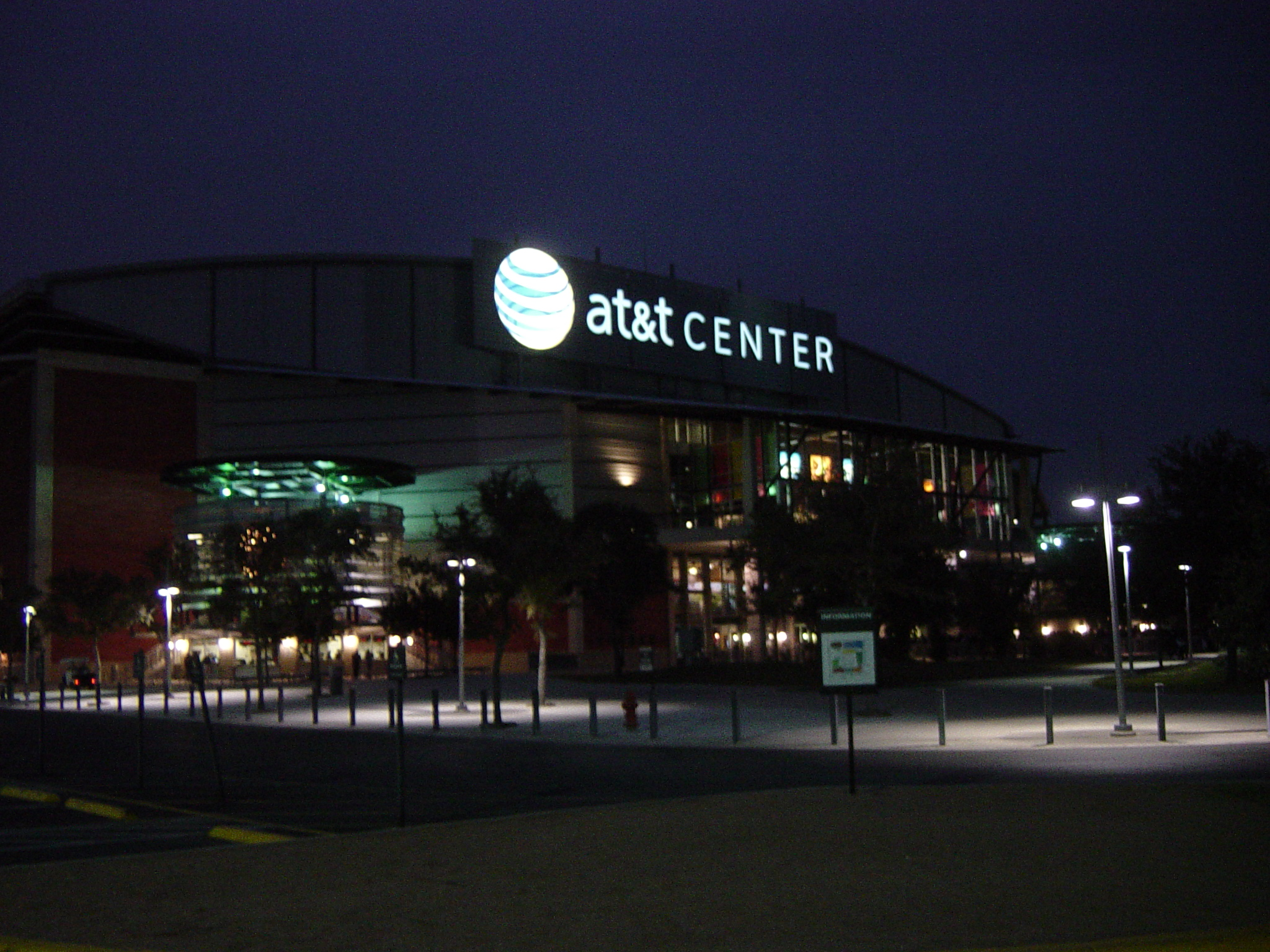
Hala San Antonio Spurs v noci

San Antonio Spurs je basketbalový tým hrající severoamerickou ligu National Basketball Association. Patří do Jihozápadní divize Západní konference NBA.
Tým byl založen roku 1967 pod názvem Dallas Chaparrals a několikrát změnil název i působiště:
- Dallas Chaparrals (Dallas): 1967–1970
- Texas Chaparrals (Fort Worth a Lubbock): 1970–1971
- Dallas Chaparrals (Dallas): 1971–1973
- San Antonio Spurs (San Antonio): 1973–současnost

Tým hraje NBA od sloučení s American Basketball Association, kde původně působil, tj. od roku 1976.
Za své působení v NBA Spurs celkem šestkrát vyhráli play-off své konference a následně pět ze šesti těchto účasti ve finále NBA dokázali pak proměnit v titul vítěze celé soutěže:
- Vítězství v NBA: 1999, 2003, 2005, 2007 a 2014.

Kromě toho získali Spurs dvacet titulů vítěze divize, z toho poslední v roce 2014.

## Statistika týmu
| Sezóna            | Výhry | Prohry | %    | Účast v play-off                                           | Výsledky v play-off                                                                              |
| ABA               | ABA   | ABA    | ABA  | ABA                                                        | ABA                                                                                              |
| ----------------- | ----- | ------ | ---- | ---------------------------------------------------------- | ------------------------------------------------------------------------------------------------ |
| Dallas Chaparrals |       |        |      |                                                            |                                                                                                  |
| 1967-68           | 46    | 32     | 59,0 | Divizní semifinále Divizní finále                          | 3:0 Houston Mavericks 1:4 New Orleans Buccaneers                                                 |
| 1968-69           | 41    | 37     | 52,6 | Divizní semifinále                                         | 3:4 New Orleans Buccanners                                                                       |
| 1969-70           | 45    | 39     | 53,6 | Divizní semifinále                                         | 2:4 Los Angeles Stars                                                                            |
| Texas Chaparrals  |       |        |      |                                                            |                                                                                                  |
| 1970-71           | 30    | 54     | 35,7 | Divizní tiebreaker Divizní semifinále                      | 1:0 Denver Rockets 0:4 Utah Stars                                                                |
| Dallas Chaparrals |       |        |      |                                                            |                                                                                                  |
| 1971-72           | 42    | 42     | 50,0 | Divizní semifinále                                         | 0:4 Utah Stars                                                                                   |
| 1972-73           | 28    | 56     | 33,3 |                                                            |                                                                                                  |
| San Antonio Spurs |       |        |      |                                                            |                                                                                                  |
| 1973-74           | 45    | 39     | 53,6 | Divizní semifinále                                         | 3:4 Indiana Pacers                                                                               |
| 1974-75           | 51    | 33     | 60,7 | Divizní semifinále                                         | 2:4 Indiana Pacers                                                                               |
| 1975-76           | 50    | 34     | 59,5 | Semifinále                                                 | 3:4 New York Nets                                                                                |
| ABA               | 378   | 366    | 50,8 |                                                            |                                                                                                  |
| ABA play-off      | 18    | 32     | 36,0 |                                                            |                                                                                                  |
| NBA               |       |        |      |                                                            |                                                                                                  |
| 1976–77           | 44    | 38     | 53,7 | 1. kolo                                                    | 0:2 Boston Celtics                                                                               |
| 1977–78           | 52    | 30     | 63,4 | semifinále konference                                      | 2:4 Washington Wizards                                                                           |
| 1978–79           | 48    | 34     | 58,5 | semifinále konference finále konference                    | 4:3 Philadelphia 76ers 3:4 Washington Wizards                                                    |
| 1979–80           | 41    | 41     | 50,0 | 1. kolo                                                    | 1:2 Houston Rockets                                                                              |
| 1980–81           | 52    | 30     | 63,4 | semifinále konference                                      | 3:4 Houston Rockets                                                                              |
| 1981–82           | 48    | 34     | 58,5 | semifinále konference finále konference                    | 4:1 Seattle SuperSonics 0:4 Los Angeles Lakers                                                   |
| 1982–83           | 53    | 29     | 64,6 | semifinále konference finále konference                    | 4:1 Denver Nuggets 2:4 Los Angeles Lakers                                                        |
| 1983–84           | 37    | 45     | 45,1 |                                                            |                                                                                                  |
| 1984–85           | 41    | 41     | 50,0 | 1. kolo                                                    | 2:3 Denver Nuggets                                                                               |
| 1985–86           | 35    | 47     | 42,7 | 1. kolo                                                    | 0:3 Los Angeles Lakers                                                                           |
| 1986–87           | 28    | 54     | 34,1 |                                                            |                                                                                                  |
| 1987–88           | 31    | 51     | 37,8 | 1. kolo                                                    | 0:3 Los Angeles Lakers                                                                           |
| 1988–89           | 21    | 61     | 25,6 |                                                            |                                                                                                  |
| 1989–90           | 56    | 26     | 68,3 | 1. kolo semifinále konference                              | 3:0 Denver Nuggets 3:4 Portland Trail Blazers                                                    |
| 1990–91           | 55    | 27     | 67,1 | 1. kolo                                                    | 1:3 Golden State Warriors                                                                        |
| 1991–92           | 47    | 35     | 57,3 | 1. kolo                                                    | 0:3 Phoenix Suns                                                                                 |
| 1992–93           | 49    | 33     | 59,8 | 1. kolo semifinále konference                              | 3:1 Portland Trail Blazers 2:4 Phoenix Suns                                                      |
| 1993–94           | 55    | 27     | 67,1 | 1. kolo                                                    | 1:3 Utah Jazz                                                                                    |
| 1994–95           | 62    | 20     | 75,6 | 1. kolo semifinále konference finále konference            | 3:0 Denver Nuggets 4:2 Los Angeles Lakers 2:4 Houston Rockets                                    |
| 1995–96           | 59    | 23     | 72,0 | 1. kolo semifinále konference                              | 3:1 Phoenix Suns 2:4 Utah Jazz                                                                   |
| 1996–97           | 20    | 62     | 24,4 |                                                            |                                                                                                  |
| 1997–98           | 56    | 26     | 68,3 | 1. kolo semifinále konference                              | 3:1 Phoenix Suns 1:4 Utah Jazz                                                                   |
| 1998–99           | 37    | 13     | 74,0 | 1. kolo semifinále konference finále konference finále NBA | 3:1 Minnesota Timberwolves 4:0 Los Angeles Lakers 4:0 Portland Trail Blazers 4:1 New York Knicks |
| 1999–2000         | 53    | 29     | 64,6 | 1. kolo                                                    | 1:3 Phoenix Suns                                                                                 |
| 2000–01           | 58    | 24     | 70,7 | 1. kolo semifinále konference finále konference            | 3:1 Minnesota 4:1 Dallas Mavericks 0:4 Los Angeles Lakers                                        |
| 2001–02           | 58    | 24     | 70,7 | 1. kolo semifinále konference                              | 3:2 Seattle SuperSonics 1:4 Los Angeles Lakers                                                   |
| 2002–03           | 60    | 22     | 73,2 | 1. kolo semifinále konference finále konference finále NBA | 4:2 Phoenix Suns 4:2 Los Angeles Lakers 4:2 Dallas Mavericks 4:2 New Jersey Nets                 |
| 2003–04           | 57    | 25     | 69,5 | 1. kolo semifinále konference                              | 4:0 Memphis Grizzlies 2:4 Los Angeles Lakers                                                     |
| 2004–05           | 59    | 23     | 72,0 | 1. kolo semifinále konference finále konference finále NBA | 4:1 Denver Nuggets 4:2 Seattle SuperSonics 4:1 Phoenix Suns 4:3 Detroit Pistons                  |
| 2005–06           | 63    | 19     | 76,8 | 1. kolo semifinále konference                              | 4:2 Sacramento 3:4 Dallas Mavericks                                                              |
| 2006-07           | 58    | 24     | 70,7 | 1. kolo semifinále konference finále konference finále NBA | 4:1 Denver Nuggets 4:2 Phoenix Suns 4:1 Utah Jazz 4:0 Cleveland Cavaliers                        |
| 2007-08           | 56    | 26     | 68,3 | 1. kolo semifinále konference finále konference            | 4:1 Phoenix Suns 4:3 New Orleans Hornets 1:4 Los Angeles Lakers                                  |
| 2008-09           | 54    | 28     | 65,9 | 1. kolo                                                    | 1:4 Dallas Mavericks                                                                             |
| 2009-10           | 50    | 32     | 61   | 1. kolo semifinále konference                              | 4:2 Dallas Mavericks 0:4 Phoenix Suns                                                            |
| 2010-11           | 61    | 21     | 74,4 | 1. kolo                                                    | 2:4 Memphis Grizzlies                                                                            |
| 2011-12           | 50    | 16     | 75,8 | 1. kolo semifinále konference finále konference            | 4:0 Utah Jazz 4:0 Los Angeles Clippers 2:4 Oklahoma City Thunder                                 |
| 2012-13           | 58    | 24     | 70,7 | 1. kolo semifinále konference finále konference finále NBA | 4:0 Los Angeles Lakers 4:2 Golden State Warriors 4:0 Memphis Grizzlies 3:4 Miami Heat            |
| 2013-14           | 62    | 20     | 75,6 | 1. kolo semifinále konference finále konference finále NBA | 4:3 Dallas Mavericks 4:1 Portland Trail Blazers 4:2 Oklahoma City Thunder 4:1 Miami Heat         |
| 2014-15           | 55    | 27     | 67,1 | 1. kolo                                                    | 3:4 Los Angeles Clippers                                                                         |
| 2015-16           | 67    | 15     | 81,7 | 1. kolo semifinále konference                              | 4:0 Memphis Grizzlies 2:4 Oklahoma City Thunder                                                  |
| NBA               | 2006  | 1226   | 62,1 |                                                            |                                                                                                  |
| NBA play-off      | 195   | 158    | 55,2 | 5 vítězství                                                | 5 vítězství                                                                                      |
| Celkem            | 2384  | 1592   | 60,0 |                                                            |                                                                                                  |
| Play–off          | 217   | 190    | 53,3 | 5 vítězství                                                | 5 vítězství                                                                                      |